# Kawkab Marrakesz
Kawkab Marrakesz (arab. الكوكب المراكشي) – marokański klub piłkarski, grający obecnie w pierwszej lidze, mający siedzibę w mieście Marrakesz, leżącym u podnóża Atlasu Wysokiego.

## Historia
Klub został założony w 1947 roku. W 1958 roku osiągnął pierwszy sukces - wywalczył mistrzostwo Maroka. W 1963 roku zdobył pierwszy Puchar Maroka. W 1996 roku został zdobywcą Pucharu CAF (2:0, 1:3 z tunezyjskim Étoile Sportive du Sahel).

## Sukcesy
- Botola: 2
  - mistrzostwo: 1958, 1992

- Puchar Maroka: 5
  - zwycięstwo: 1963, 1964, 1965, 1987, 1991, 1993
  - finalista: 1962, 1967

- Puchar CAF: 1
  - 1996